# Myioborus albifacies
Myioborus albifacies là một loài chim trong họ Parulidae.